# Вашингтон, Маливай
Маливай Вашингтон (англ. MaliVai Washington; 20 июня 1969, Глен-Ков, США) — американский теннисист.
Финалист Большого шлема в одиночном разряде (Уимблдон-1996).
Победитель четырёх турниров ATP в одиночном разряде.
Полуфиналист юниорского турнира Большого шлема в парном разряде (US Open-1987).

## Биография
Маливай Вашингтон родился 20 июня 1969 года в Глен-Кове в семье двух работников компании General Motors — Уильяма и Кристины Вашингтонов. Младшая сестра американца — Машона — также в своё время профессионально занималась теннисом; в первой половине 2000-х несколько раз доходила до финалов турниров WTA и была в Top55 обоих рейтингов ассоциации. Старшая сестра Микаэла и младший брат Машиска были менее успешны.

### Спортивная карьера

#### Первые годы
При поддержке отца Маливай в пять лет впервые попробовал себя в теннисе.
В студенческие годы Вашингтон учился в Мичиганском университете и два сезона играл в теннисной лиге NCAA. В 1988 году вместе с Эдом Нагелем стал чемпионом конференции Big Ten в парном разряде, а в 1989 году — в одиночном. В 2017 году был введён в зал славы университета.
В 1987 году Маливай Вашингтон провёл два турнира в высшей лиге юниорского тенниса. На Уимблдоне юный американец дошёл до четвертьфинала в одиночном разряде, а на US Open — до полуфинала в парном.
В июле 1988 года Вашингтон дебютировал в профессиональном туре, получив специальное приглашение в основу турнира в Вашингтоне. Первый опыт оказался позитивным — американец уступил немцу Кристиану Сакяну лишь на тай-брейке решающего сета.
Постепенно набираясь опыта игр с более квалифицированными соперниками, Вашингтон в начале августа 1989 года завоевал свой первый титул — на турнире категории «Challenger» в Сиэтле. В том же году он дебютировал на турнирах Большого шлема, получив специальное приглашение в основу US Open от национальной ассоциации. Дебют оказался более чем удачным — в первом круге американец вырвал победу в пятисетовом матче у соотечественника Джона Бойтима.

#### 1990—1994
В 1990 году Вашингтон сильно прибавил в стабильности. За одну только зимне-весеннюю хардовую серию Маливай набрал такой рейтинг, что на Roland Garros (его второй турнир Большого шлема во взрослой карьере) он не только заработал достаточный рейтинг, чтобы не играть отборочные соревнования, но и вошёл в сотню ведущих теннисистов мира.
В 1991 году Вашингтон закрепился в первой сотне рейтинга, а серия удачных выступлений в осенне-зимний период 1991/92 годов позволила американцу подняться сначала в Top-50, а затем, трижды в течение короткого времени достигнув полуфиналов разных по статусу соревнований ассоциации, и в Top-30 рейтинга. В середине февраля им был выигран первый титул на соревнованиях старшего тура — в Мемфисе — у южноафриканца Уэйна Феррейры. После этой победы Вашингтон поднялся на 23-ю строчку рейтинга.
В дальнейшем Вашингтон продолжал регулярно побеждать соперников, множество раз достигая полуфиналов и финалов на соревнованиях ассоциации. Летом Вашингтон впервые вышел в полуфинал турнира серии «Masters» (в Канаде), а затем на US Open пробился в четвёртый круг турнира Большого шлема, переборов по ходу соревнования француза Анри Леконта. По итогам года американец занял 13-ю строчку рейтинга. В начале января успехи Вашингтона были отмечены особо — ему было доверено право представлять США на Кубке Хопмана.
Во время зимне-весенней хардовой серии 1993 года он пробился в финал в Окленде, затем вышел в четвёртый круг на Australian Open и в финал Miami Masters. В дальнейшем происходила стабилизация результатов — Вашингтон регулярно выигрывал матчи, но число полуфиналов и финалов сокращалось. До конца года из значимых достижений на счету американца значится выход в четвёртый круг Roland Garros и полуфинал Stokholm Masters.
В начале 1994 года Вашингтон улучшил своё достижение на турнирах Большого шлема, победив на пути к четвертьфиналу Australian Open Михаэля Штиха и Матса Виландера. В дальнейшем американец несколько раз добирался до полуфиналов и финалов на второстепенных соревнованиях тура (в том числе выигрывает свой первый титул вне США — на соревнованиях в чешской Остраве) и закончил год 30-й ракеткой мира.

#### 1995—1999
В первой половине сезона 1995 года Маливай Вашингтон попал в длительную неудачную полосу результатов, но выход в четвертьфинал на Canada Masters и в финал на Essen Masters, а также несколько полуфиналов на второстепенных турнирах позволили американцу к концу года вернуться в число тридцати сильнейших теннисистов мира.
Обретённую в конце предыдущего года стабильность результатов удалось закрепить в сезоне 1997 года. Впервые за два года Вашингтон пробился в четвёртый круг турнира Большого шлема (на Australian Open), затем выиграл свой четвёртый титул на соревнованиях ассоциации (на Бермудах). В июне Вашингтон провёл свой лучший турнир в сезоне и в карьере — на Уимблдоне Вашингтон выиграл один за другим шесть матчей и впервые в карьере вышел в финал турнира Большого шлема. В полуфинале он вырвал победу у Тодда Мартина, уступая в пятом сете 1-5. В финале американец не смог ничего противопоставить голландцу Рихарду Крайчеку, отдав ему право стать чемпионом соревнований всего за 94 минуты.
Затем Вашингтон принял участие в домашней Олимпиаде в Атланте, где дошёл до четвертьфинала, уступив испанцу Серхио Бругере.
По итогам года Вашингтон стал двадцатой ракеткой мира и играл на престижном Grand Slam Cup.
В феврале 1997 года Вашингтон повредил правое колено в матче Кубка Дэвиса против сборной Бразилии. От этой травмы американцу так и не удалось окончательно оправиться, и в 1999 году Маливай Вашингтон завершил карьеру игрока.

### Вне спорта
После завершения игровой карьеры Маливай Вашингтон изучал финансы в Университете Северной Флориды и получил степень бакалавра. Позже американец работал в сфере недвижимости и привлекался американским спортивным каналом ESPN для работы на программах о теннисе.
В 1994 году Вашингтон организовал благотворительный фонд MaliVai Washington Kids Foundation, предназначенный помогать молодым людям играть в теннис, получать образование и добывать необходимые жизненные навыки. При молодёжном центре организации есть восемь кортов. Фонд Маливая помог нескольким десяткам тысяч детей.

## Игровой стиль и поведение на корте
На корте уроженец штата Нью-Йорк одинаково хорошо выполнял все возможные удары. Вашингтона отличала психологическая устойчивость: во время игры он думал лишь о теннисе.

## Рейтинг на конец года
| Год  | Одиночный рейтинг | Парный рейтинг |
| 1998 | 178               |                |
| 1997 | 258               |                |
| 1996 | 20                | 682            |
| 1995 | 26                | 189            |
| 1994 | 30                | 562            |
| 1993 | 23                | 287            |
| 1992 | 13                | 239            |
| 1991 | 50                | 290            |
| 1990 | 93                | 308            |
| 1989 | 199               | 513            |
| 1988 | 329               |                |

## Выступления на турнирах

### Выступление в одиночных турнирах

#### Финалы турниров Большого шлема в одиночном разряде (1)

##### Поражения (1)
| №  | Год  | Турнир   | Покрытие | Соперник в финале | Счёт        |
| 1. | 1996 | Уимблдон | Трава    | Рихард Крайчек    | 3-6 4-6 3-6 |

#### Финалы турнировATPв одиночном разряде (13)

##### Победы (4)
| Легенда                       |
| ----------------------------- |
| Турниры Большого шлема (0)    |
| Чемпионат мира (0)            |
| Super 9 (0)                   |
| International Series Gold (1) |
| International Series (3)      |

| Титулы по покрытиям | Титулы по месту проведения матчей турнира |
| ------------------- | ----------------------------------------- |
| Хард (1)            | Зал (2)                                   |
| Грунт (2)           | Зал (2)                                   |
| Трава (0)           | Открытый воздух (2)                       |
| Ковёр (1)           | Открытый воздух (2)                       |

| №  | Дата            | Турнир                      | Покрытие | Соперник в финале | Счёт           |
| 1. | 10 февраля 1992 | Мемфис, США                 | Хард(i)  | Уэйн Феррейра     | 6-3 6-2        |
| 2. | 4 мая 1992      | Шарлотт, США                | Грунт    | Клаудио Меззарди  | 6-3 6-3        |
| 3. | 10 октября 1994 | Острава, Чехия              | Ковёр(i) | Арно Бёч          | 4-6 6-3 6-3    |
| 4. | 15 апреля 1996  | Пейджет, Бермудские острова | Грунт    | Марсело Филиппини | 6-7(6) 6-4 7-5 |

##### Поражения (9)
| №  | Дата            | Турнир                     | Покрытие | Соперник в финале | Счёт               |
| 1. | 6 января 1992   | Окленд, Новая Зеландия     | Хард     | Жайме Исага       | 6-7(6) 4-6         |
| 2. | 13 февраля 1992 | Тампа, США                 | Грунт    | Жайме Исага       | 6-3 4-6 1-6        |
| 3. | 15 июня 1992    | Манчестер, Великобритания  | Трава    | Якко Элтинг       | 3-6 4-6            |
| 4. | 17 августа 1992 | Нью-Хейвен, США            | Хард     | Стефан Эдберг     | 6-7(4) 1-6         |
| 5. | 11 января 1993  | Окленд, Новая Зеландия (2) | Hard     | Александр Волков  | 6-7(2) 4-6         |
| 6. | 12 марта 1993   | Майаи, США                 | Хард     | Пит Сампрас       | 3-6 2-6            |
| 7. | 9 октября 1995  | Острава, Чехия             | Ковёр(i) | Уэйн Феррейра     | 6-3 4-6 3-6        |
| 8. | 23 октября 1995 | Эссен, Германия            | Ковёр(i) | Томас Мустер      | 6-7(6) 6-2 3-6 4-6 |
| 9. | 7 июля 1996     | Уимблдон                   | Трава    | Рихард Крайчек    | 3-6 4-6 3-6        |

### Выступления в парном разряде

#### Финалы турнировATPв парном разряде (1)

##### Поражения (1)
| №  | Дата             | Турнир           | Покрытие | Партнёр       | Соперники в финале    | Счёт в финале |
| -- | ---------------- | ---------------- | -------- | ------------- | --------------------- | ------------- |
| 1. | 11 сентября 1995 | Богота, Колумбия | Грунт    | Стив Кемпбелл | Иржи Новак Давид Рикл | 6-7 2-6       |

## История выступлений на турнирах

### Одиночные турниры
| Турнир                   | 1989  | 1990  | 1991  | 1992  | 1993  | 1994  | 1995  | 1996  | 1997  | 1998  | 1999  | Итог   | В/П за карьеру |
| ------------------------ | ----- | ----- | ----- | ----- | ----- | ----- | ----- | ----- | ----- | ----- | ----- | ------ | -------------- |
| Турниры Большого Шлема   |       |       |       |       |       |       |       |       |       |       |       |        |                |
| Australian Open          | -     | -     | 1Р    | 3Р    | 4Р    | 1/4   | 1Р    | 4Р    | 4Р    | 2Р    | -     | 0 / 8  | 16-7           |
| Roland Garros            | -     | 1Р    | 1Р    | 2Р    | 4Р    | 1Р    | 2Р    | 1Р    | -     | -     | -     | 0 / 7  | 5-7            |
| Уимблдон                 | -     | 2Р    | 2Р    | 1Р    | 2Р    | 1Р    | 1Р    | Ф     | -     | -     | -     | 0 / 7  | 9-7            |
| US Open                  | 2Р    | 2Р    | 3Р    | 4Р    | 3Р    | 2Р    | 1Р    | 2Р    | -     | 1Р    | -     | 0 / 9  | 11-9           |
| Итог                     | 0 / 1 | 0 / 3 | 0 / 4 | 0 / 4 | 0 / 4 | 0 / 4 | 0 / 4 | 0 / 4 | 0 / 1 | 0 / 2 | 0 / 0 | 0 / 31 |                |
| В/П в сезоне             | 1-1   | 2-3   | 3-4   | 6-4   | 9-4   | 5-4   | 1-4   | 10-4  | 3-1   | 1-1   | 0-0   |        | 41-30          |
| Серия ATP Masters        |       |       |       |       |       |       |       |       |       |       |       |        |                |
| Индиан-Уэллс             | -     | -     | -     | 3Р    | 3Р    | 1Р    | 1Р    | -     | -     | 2Р    | -     | 0 / 5  | 5-5            |
| Майами                   | -     | -     | 1Р    | 2Р    | Ф     | 2Р    | 4Р    | 3Р    | -     | 2Р    | -     | 0 / 7  | 10-7           |
| Рим                      | -     | -     | -     | -     | 1Р    | -     | 3Р    | 2Р    | -     | -     | -     | 0 / 3  | 3-3            |
| Гамбург                  | -     | -     | -     | -     | -     | -     | 2Р    | 2Р    | -     | -     | -     | 0 / 2  | 2-2            |
| Монреаль/Торонто         | -     | 1Р    | 2Р    | 1/2   | 2Р    | 1/4   | 1/4   | 3Р    | -     | 3Р    | -     | 0 / 8  | 13-8           |
| Цинциннати               | -     | -     | 3Р    | 1Р    | 2Р    | 3Р    | 1Р    | 2Р    | -     | -     | 1Р    | 0 / 7  | 6-6            |
| Стокгольм/Эссен/Штутгарт | -     | -     | -     | 2Р    | 1/2   | 1Р    | Ф     | 2Р    | -     | -     | -     | 0 / 5  | 9-5            |
| Париж                    | -     | -     | 2Р    | 2Р    | 2Р    | -     | 2Р    | 3Р    | -     | -     | -     | 0 / 5  | 4-5            |
| Итог                     | 0 / 0 | 0 / 1 | 0 / 4 | 0 / 5 | 0 / 7 | 0 / 5 | 0 / 8 | 0 / 8 | 0 / 0 | 0 / 3 | 0 / 1 | 0 / 42 |                |
| В/П в сезоне             | 0-0   | 0-1   | 4-4   | 3-5   | 13-7  | 7-5   | 15-8  | 6-7   | 0-0   | 4-3   | 0-1   |        | 52-41          |
| Статистика за карьеру    |       |       |       |       |       |       |       |       |       |       |       |        |                |
| Проведено финалов        | 0     | 0     | 0     | 6     | 2     | 1     | 2     | 2     | 0     | 0     | 0     | 13     |                |
| Выиграно турниров        | 0     | 0     | 0     | 2     | 0     | 1     | 0     | 1     | 0     | 0     | 0     | 4      |                |